# Antonio Rotondo y Rabasco
Antonio Rotondo y Rabasco, född den 8 november 1808 i Madrid, död där den 6 maj 1879, var en spansk författare och konstnär.
Rotondo y Rabasco var en mångfrestare. Han målade över två tusen tavlor, var en talangfull musikutövare och som skriftställare av avsevärd betydelse genom ett 30-tal arbeten på skilda områden. De främsta är Diccionario fraseologo español-francés y francés-español (1841), Historia del Realmonasterio San Lorenzo, comunamente llamado El Escorial (1857), La oratión de la tarde, novela (1863), Historia descriptiva, artistica y pintoresca de San Lorenzo (1863), Descripción de la gran basilica del Escorial (1864) och La historia de la guerra de Africa. 